# 巨椋修
巨椋 修（おぐら おさむ、1961年 - ）は、日本の漫画家、作家、映画監督、格闘家。
陽明門護身拳法の師範。兵庫県神戸市出身。

## 人物・概要
少年時代より漫画家を志し、漫画作品を発表しつつ、小説、エッセイ、イラスト、映画監督なども手がける。また、武道・格闘技に親しみ、空手格闘術慧舟会（現・和術慧舟會）関東支部長を経て、1996年陽明門護身拳法を発足、JR東海の新幹線・女性運転手、女性車掌の防犯訓練講師として護身術を指導している。
22歳のときに少女漫画誌『別冊マーガレット』で入賞、姉妹誌の『デラックス・マーガレット』にて漫画家デビューし、その後、青年誌、女性誌等に漫画作品を発表。ジャンルは、4コマ漫画、ギャグ漫画、ストーリー漫画など幅広い。
小説家としては、明治・大正・昭和期の空手家を描いた『実戦!ケンカ空手家烈伝』でデビュー。
小説『新版丹下左膳』が、『コミック乱ツインズ』でコミック化されている。この作品で漫画を書いたのは巨椋修（おぐら おさむ）ではなく、チャンバラ格闘ゲーム「サムライスピリッツ」シリーズのキャラクターイラストを担当した米良仁が描いている。またこの小説『新版丹下左膳』は、映画監督の今村昌平や中田新一、その他数社の映画会社から映画化の話があるも映画はされていない。
不登校・ひきこもり・ニート・ワーキングプアといった社会問題を取り上げることが多く、書籍『不登校の真実』を発表し、同タイトルの映画で自ら映画監督を務めた映画『不登校の真実』を発表。
また、2006年10月より、ニート問題を扱ったインターネットラジオ『オールニートニッポン』のパーソナリティを担当。2008年8月より不登校・ひきこもり・ニートについて取り上げるインターネット映像放送局『FHN放送局』を主宰。
2004年、富山大学教養学部非常勤講師。
2008年～2009年、JR東海新幹線運転士・車掌の護身術講師。
1996年～2015年『全世界空手道連盟 新極真会』の機関誌に、漫画を連載。
2013年～　『おもしろコラム』にて食文化記事を連載中。
2019年、漫画『まり先生の心のお薬研究室』発表。
2020年、漫画『GAY〜精神科医毒島ヨーコ』発表。
2020年～2023年、ネットニュースサイト『WADAIJN』にて、社会・政治・エンタメ・スポーツの記事とイラストを担当。
現在、食文化、社会問題、歴史、時代劇、宗教、SF、オカルトなどをテーマに執筆をしている。

## 著書
- 『実戦ケンカ空手家烈伝』（福昌堂 1996年）
- 『新版丹下左膳』（福昌堂 1997年）
- 『まんがコンビニクッキング』（きんのくわがた社 2000年）
- 『「バガボンド」と宮本武蔵の謎』（アートブック本の森 2001年）
- 『不登校の真実』（きんのくわがた社 2001年）
- 『「ジパング」研究序説 自衛隊もし戦わば!』（ケン浜田と共著、アートブック本の森 2002年）
- 『世界の紛争・局地戦が手にとるようにわかる本』（アートブック本の森 2002年）
- 『お父さん お母さん、肩の力を抜きませんか?』（アートブック本の森 2003年）
- 『北斗の拳 蒼天の拳 研究序説』（アートブック本の森 2004年）
- 『小説・剣豪もし戦わば!?』（セントラルSOG 2004年）
- 『ワーキングプア死亡宣告』（山口敏太郎、犬山秋彦と共著 晋遊舎 2008年）
- 『ビックリ！おもしろ聖書物語』（リイド社 2009年）
- 『剣豪バトルロイヤル ～最強の侍は誰だ!?』 (別冊宝島 2009年）
- 『勘違いだらけの通説世界の食文化』（リイド社 2010年）
- 『不機嫌が許されるのは赤ちゃんだけ　上機嫌で行こう！ 巨椋修（おぐらおさむ）名言集』（2024年）

## 映画監督作品
- 『不登校の真実〜学校に行かないことは悪いことですか?』（2003年）
- 『大丈夫』（2006年）
- 『アイドル大戦』（2019年）